# کیم های-می
کیم های-می (انگلیسی: Kim Hye-mi؛ متولد ۱۶ آوریل ۱۹۸۳) یک تکواندوکار اهل کره جنوبی است.
وی در مسابقات قهرمانی تکواندو جهان ۲۰۰۱ در کلاس سبک‌وزن، مدال طلا گرفت و در مسابقات تکواندو قهرمانی آسیا در سال ۲۰۰۲ نیز برنده مدال طلا شد.